# Dramedy
Dramedy (Kofferwort aus den Begriffen Drama und Comedy) beziehungsweise Comedy-Drama, Dramatic Comedy oder eingedeutscht Dramödie ist ein Begriff für Fernseh- und Filmproduktionen, deren Inhalt sich durch einen ausgewogenen Anteil von Humor und Ernsthaftigkeit kennzeichnet. 
Der Begriff Dramedy wird vor allem für Fernsehserien verwendet. Das Format behandelt oft sozialkritische Themen oder beschäftigt sich mit Randgruppen bzw. der Sozialisation einzelner Figuren. Das Mitte der 1980er Jahre entstandene Hybrid- oder Fusionsgenre enthält sowohl Elemente des thematisch ernsten Fernsehdramas als auch humoristische Aspekte der Fernsehkomödie (Sitcom). Eine genretypische Fernsehserie war die sehr erfolgreiche Dramedy-Serie Ally McBeal (USA 1997–2002).
In der Typisierung der Sitcom ist die Dramedy neben der handlungsorientierten Sitcom (Action comedy, selten auch: Actcom) und der Familienkomödie (Domestic comedy, selten auch: Domcom) die dritte Untergruppe. Themen sind Krieg, Tod, Arbeitslosigkeit, Sexismus oder Rassismus. Die humorvolle Darstellung ist oft Ausdruck von Satire. Beispiele sind All in the Family (USA 1971–1979) und M*A*S*H (USA 1972–1983). Kennzeichnend ist auch das Fehlen einer sogenannten „Lachkonserve“, die in Sitcoms typischerweise darauf hinweist, dass etwas Lustiges gesagt wurde.